# Pałac w Wolanach
Pałac w Wolanach – pałac wybudowany w 1735 r. w Wolanach – wsi w Polsce, w województwie dolnośląskim, w powiecie kłodzkim, w gminie Szczytna, w zachodniej części Kotliny Kłodzkiej.

## Historia
Pierwszy pałac w 1735 r. zbudował Georg Olivier von Wallis. W 1783 r. od spadkobierców von Wallisa pałac oraz klucz stroński nabył Ludwig Wilhelm von Schlabrendorf, potem książę Wilhelm Aleksander von Schönaich-Carolath. W 1798 majątek kupił książę Ludwik Wirtemberski. Tu w 1799 r. urodziła się druga z jego córek, Amelia Wirtemberska, której wnuczka, Olga Romanowa, wyszła za mąż za króla Grecji, Jerzego I. Syn Aleksander Wirtemberski był przodkiem królowej Elżbiety II. Rezydencja ta spłonęła doszczętnie w 1827 r. Od 1829 r. majątek znajdował się w rękach baronów von Falkenhausenów. W 1835 r. baron Konrad von Falkenhausen postawił nowy pałac z założeniem ogrodowym. Sam majątek był wzorcem nowoczesnego gospodarowania. Od 1907 r. należał do Friedricha von Martina z Rothenburga na Łużycach, potem do Wolfganga Sternberga, którego z uwagi na żydowskie pochodzenie zmuszono do wyjazdu z Niemiec. W czasie II wojny światowej w pałacu i w majątku przebywała 350-osobowa grupa Luksemburczyków, przesiedlonych na Śląsk przez nazistów za odmowę współpracy.
Zapuszczony pałac wyburzono w kwietniu 1978 r. Na jego miejscu postawiono blok mieszkalny. Z zespołu pałacowego ocalały: zabudowania gospodarcze, dwie oficyny mieszkalne i dwa kamienne pylony.

## Galeria

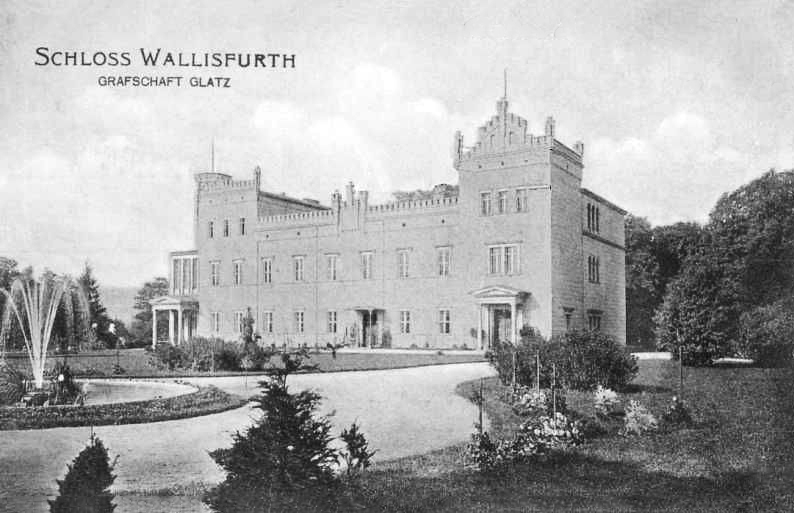
Pałac (1910)
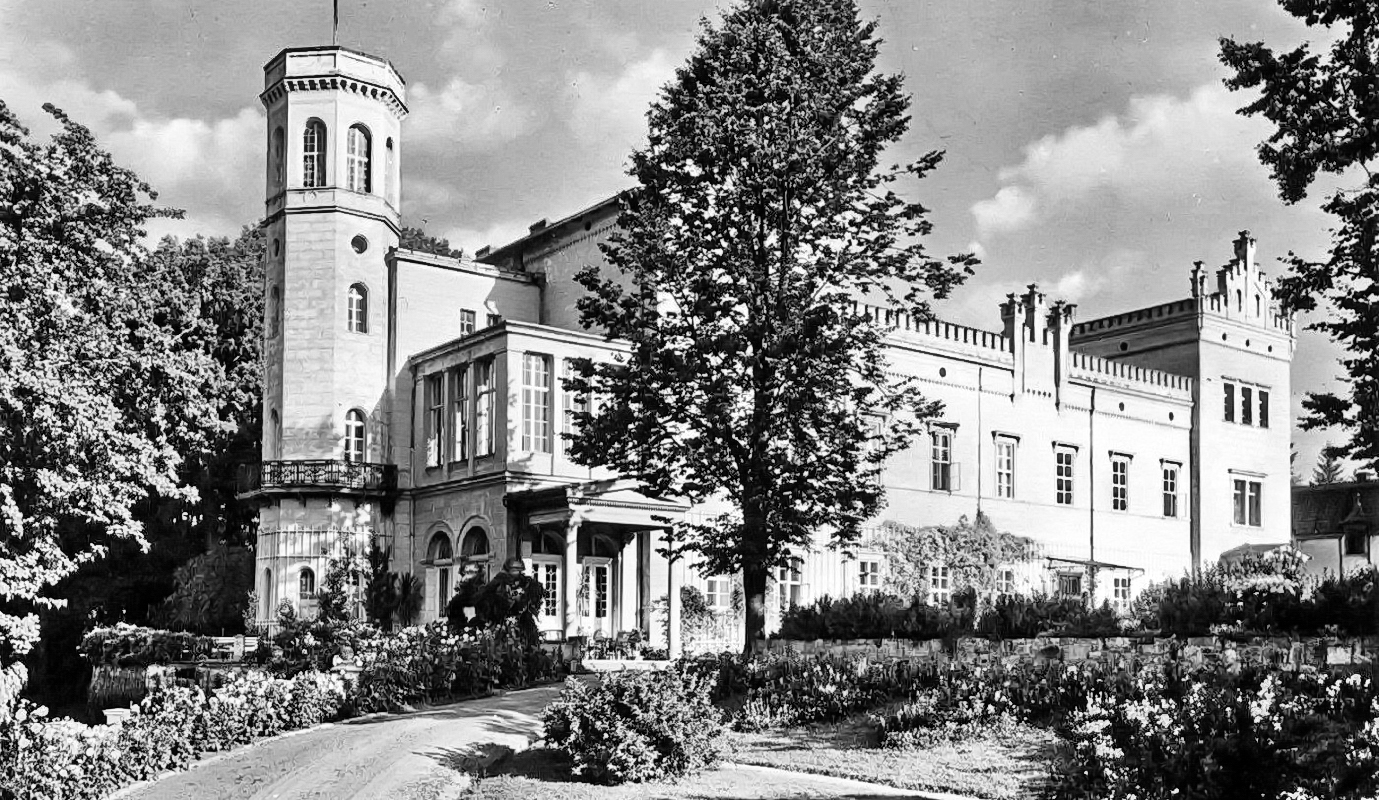
Pałac (1940)
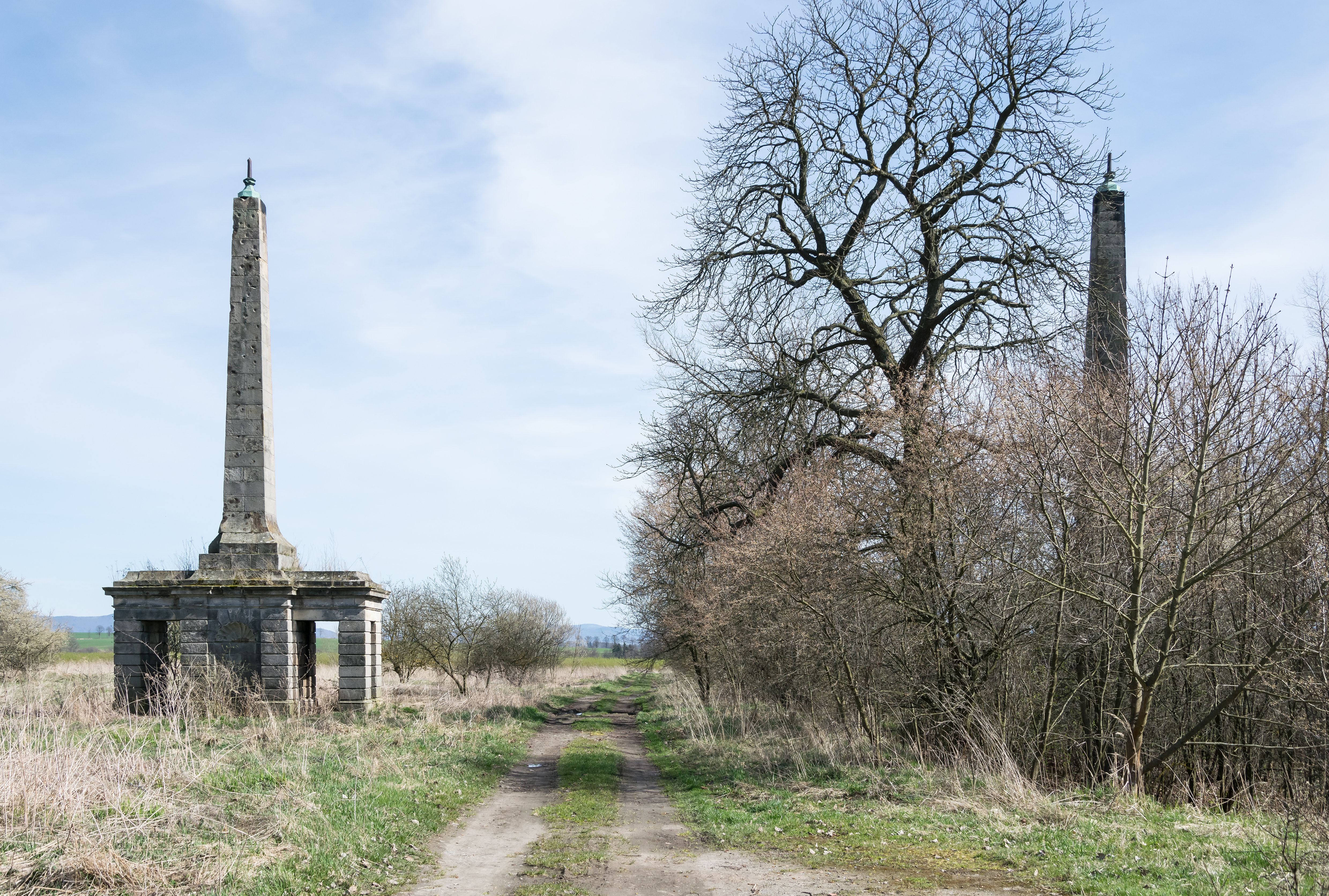
Pozostałości bramy
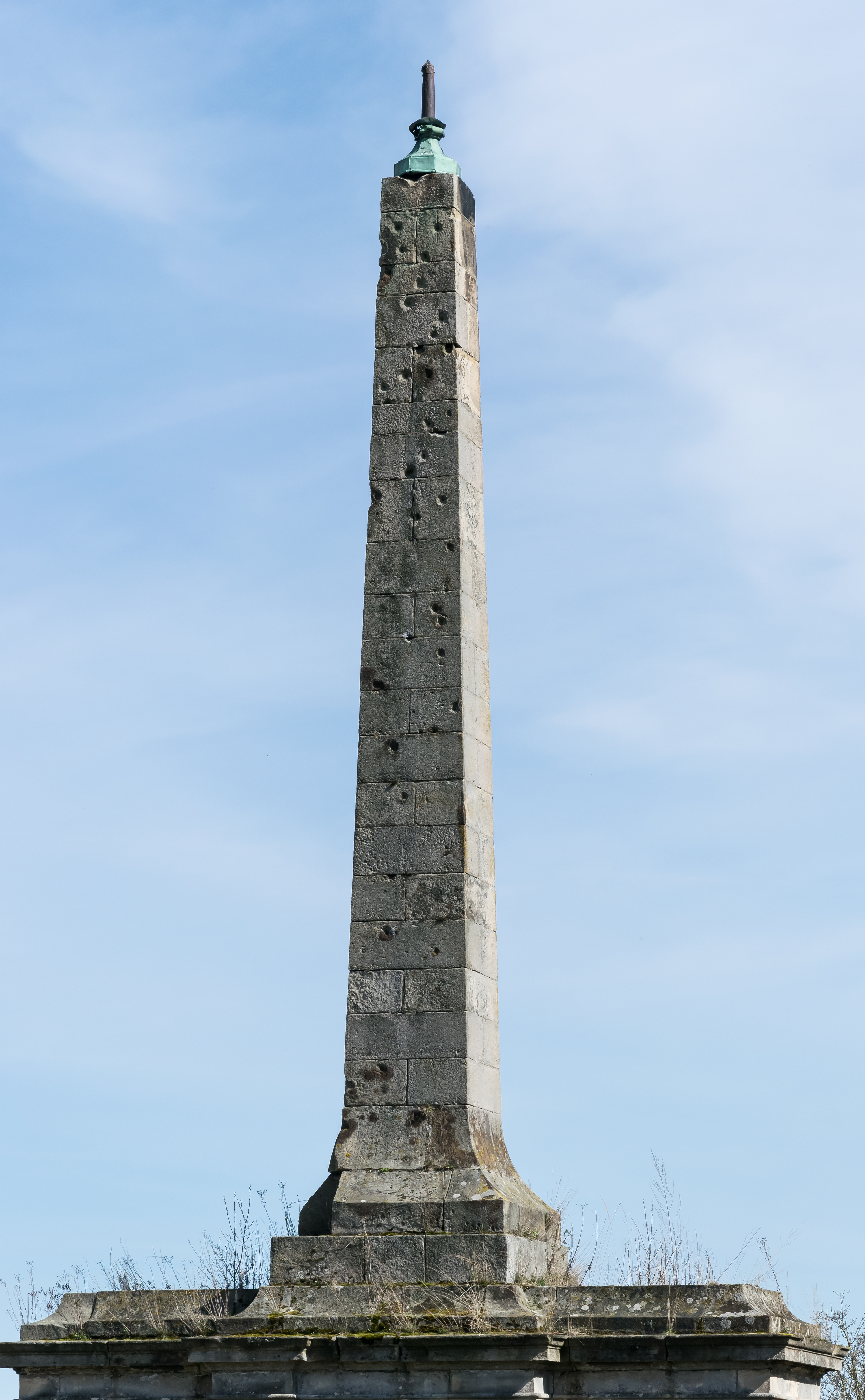
Pozostałości bramy
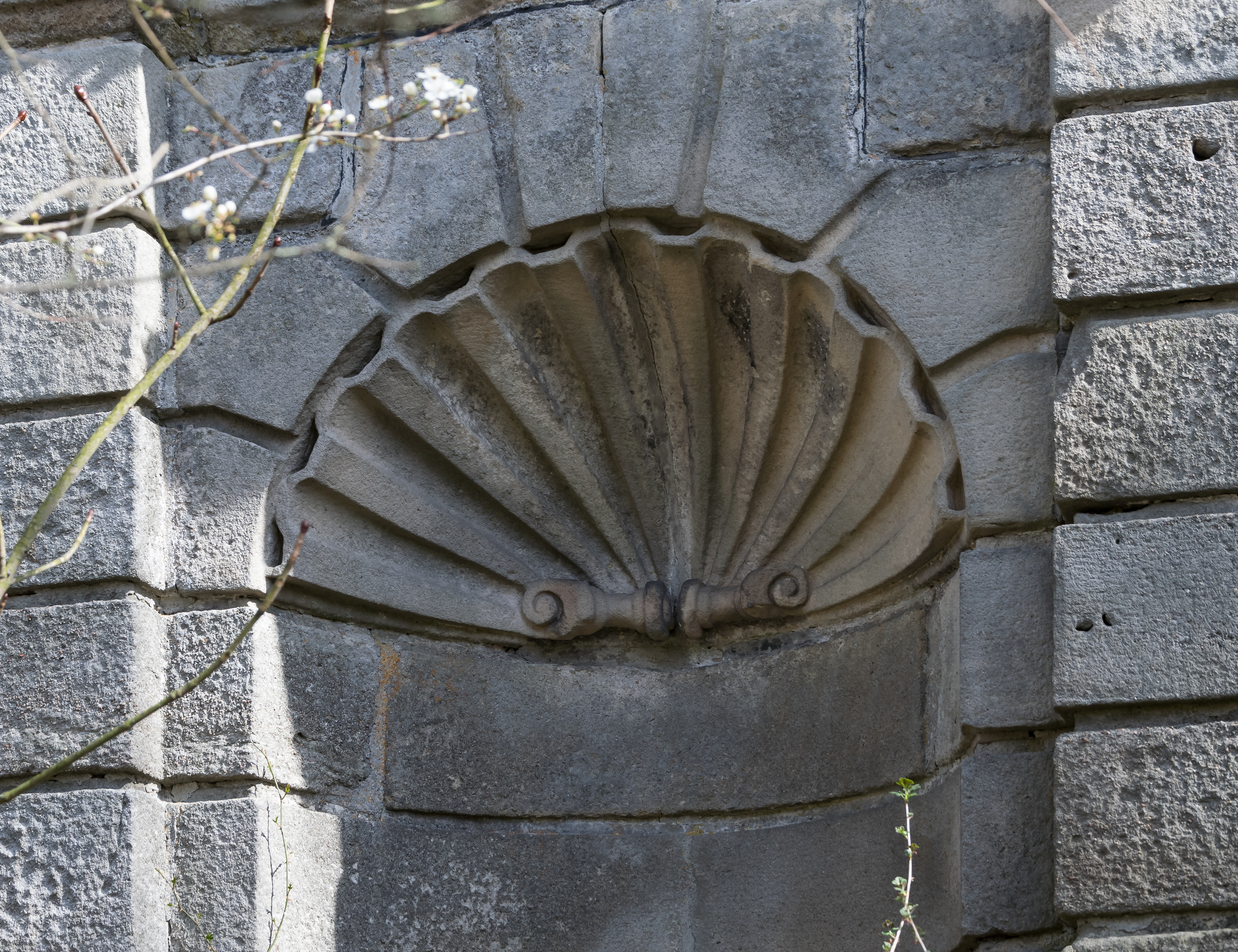
Pozostałości bramy
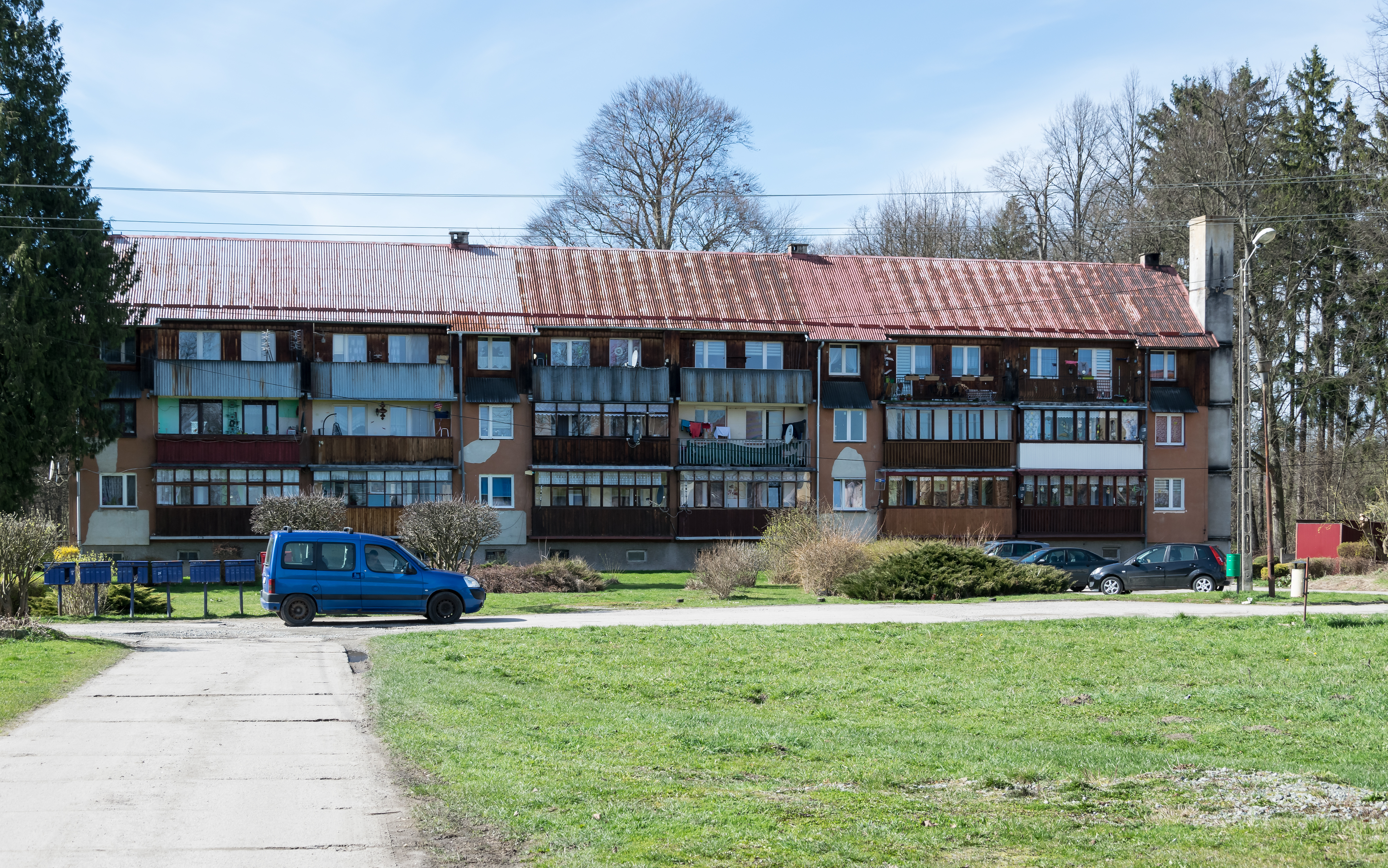
Budynek mieszkalny w miejscu pałacu
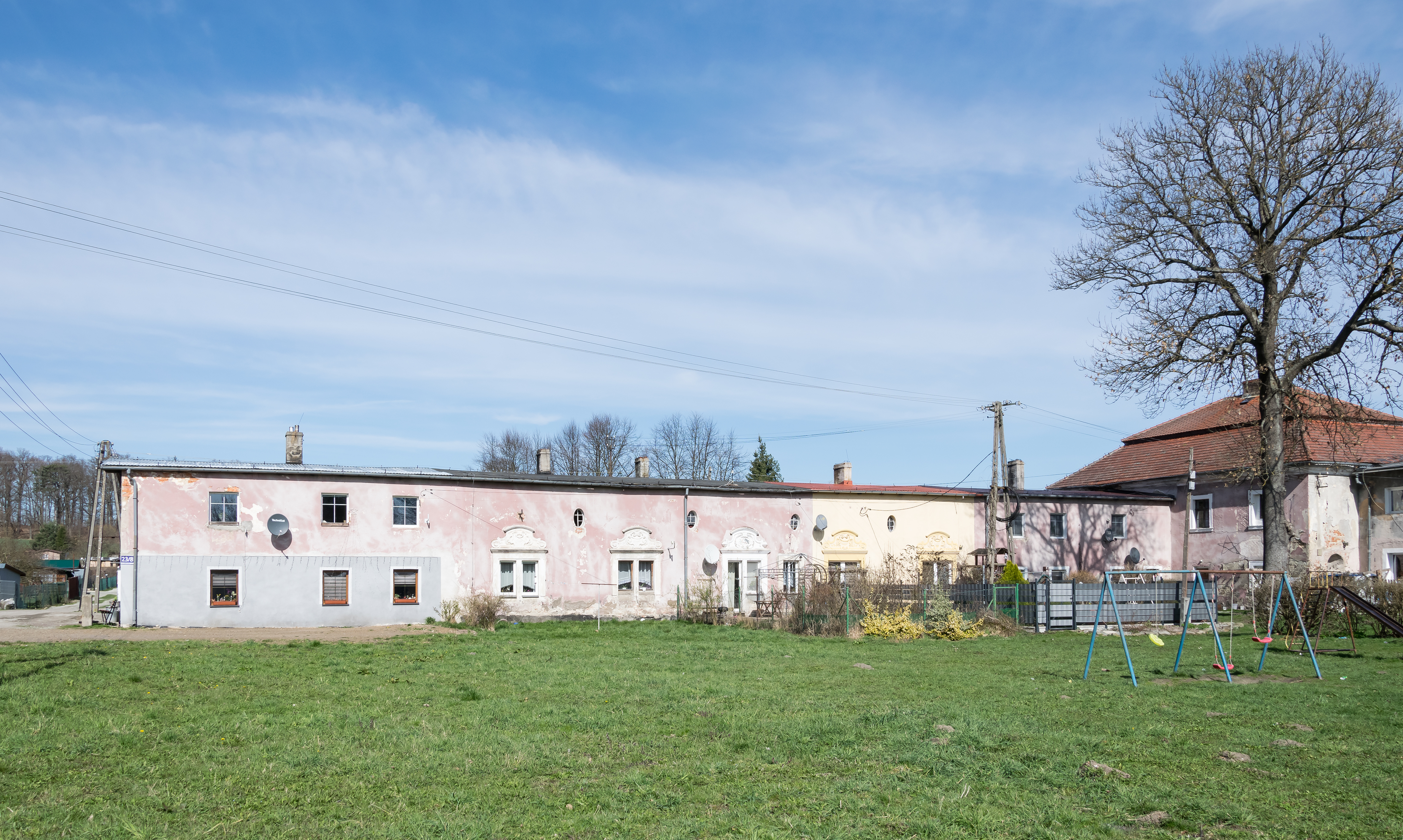
Oficyna północna
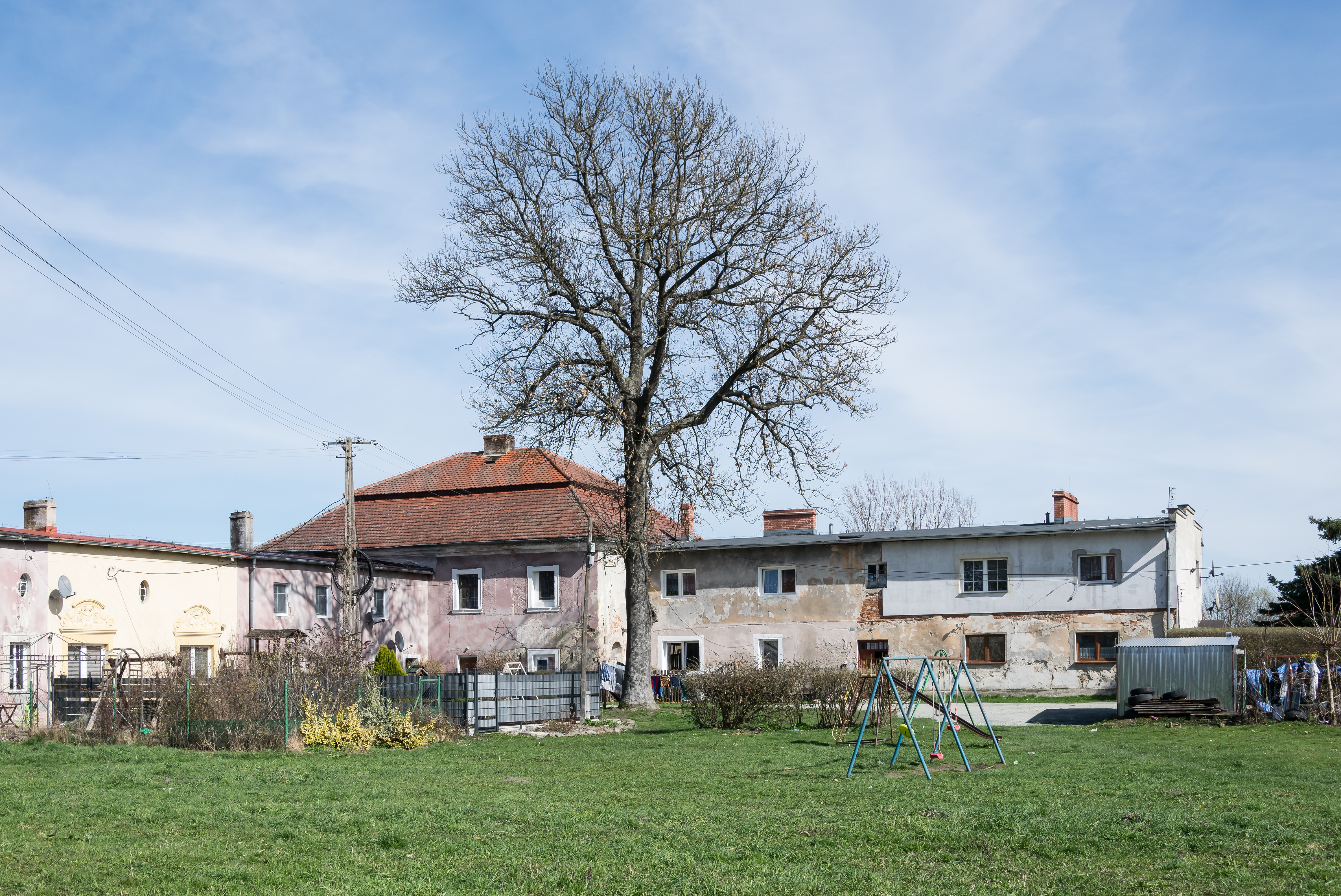
Oficyna wschodnia
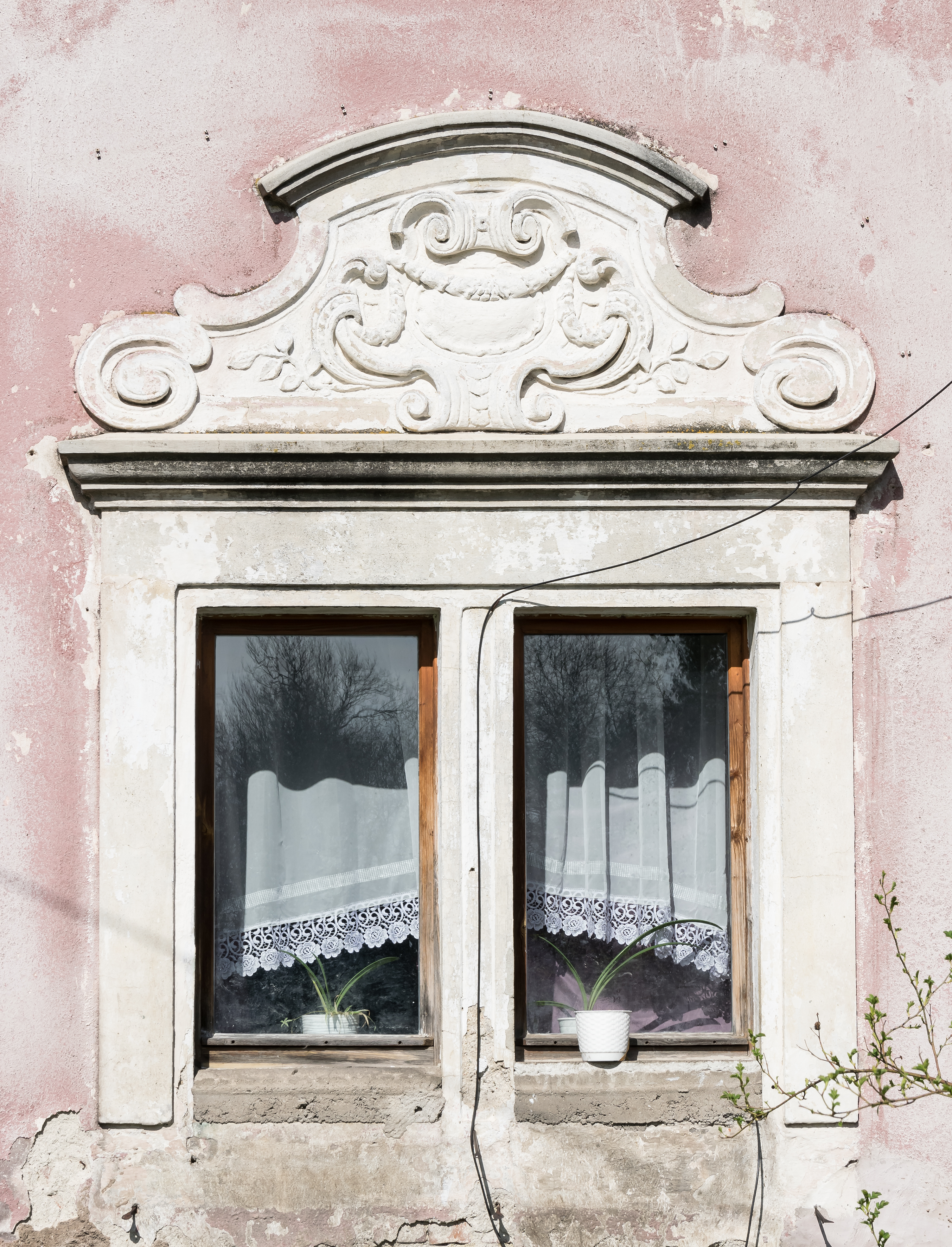
Sztukateria na oficynie północnej